# 테이스티힐즈
테이스티힐즈(1995년 11월 14일 ~ )는 대한민국의 배우 겸 DJ다.

## 방송
- WET! (2023)

## 영화
- 남자의 향기 (1998) - 아역
- 라이방 (2001) - 영수 역
- 애비 (2016) - 덕수 아역

## 음반
- Everytime (2020)
- WDJF 2021 Compilation Album Final Edition (2022)
- KORIGINAL Vol.3 (2023)
- Vestige Vol.2 (2023)

## 공연
- S2O KOREA - 과천 (2023)
- STRIKE MUSIC FESTIVAL (2022)
- S2O KOREA (2022)
- World DJ Festival (2020)